# Belimel
Belimel (bulgariska: Белимел) är ett distrikt i Bulgarien.   Det ligger i kommunen Obsjtina Tjiprovtsi och regionen Montana, i den västra delen av landet, 90 kilometer norr om huvudstaden Sofia.
I omgivningarna runt Belimel växer i huvudsak lövfällande lövskog. Runt Belimel är det ganska glesbefolkat, med 34 invånare per kvadratkilometer.